# Геологија Азербејџана
Геологија Азербејџана чини саставни геолошки део алпског набора појаса. Седиментне наслаге које обухватају југозападне делове Великог и Малог Кавказа, укључујући међупланинско корито реке Кура, као и средњи и јужнокаспијски басен који састоје се од система диверзитета. Дебљина Земљине коре у Азербејџану варира у распону од 38 до 55 км. Његова максимална дебљина је забележена у области Малог Кавказа, док је минимална дебљина типична за Талишко подножје. Геолошку поставку подручја чине седиментне, вулканско-седиментне, вулканске и копнене наслаге које обухватају скоро цео стратиграфски опсег почевши од прекамбрија до холоцена.

## Минерали
Азербејџан је богат рудним и нерудним минералима. Рудни и нерудни минерали распрострањени су углавном на планинским територијама (Мали и Велики Кавказ), фосилна горива на равничарским територијама и Јужнокаспијском басену. Заузврат, то је изазвало развој индустрије руде на западу и индустрије нафте и гаса на истоку.

### Ресурси фосилних горива
Ресурси фосилних горива у Азербејџану представљају нафта, гас, уљни шкриљци, тресет итд. Нафтна индустрија је најважнији сектор локалне привреде. Нафта се производи и на копненим и на каспијским приобалним нафтним пољима. Азербејџан (посебно Апшеронско полуострво) се назива најстаријим регионом за производњу нафте на свету. Чак и током 7.–6. века пре нове ере, нафта се вадила на Апшеронском полуострву и извозила у многе различите земље. Од 1985. године у Азербејџану је произведено око 1,2 милијарде тона сирове нафте (од тога 25% из нафтних поља на мору).

### Ресурси металне руде
Металне руде (магнетит и хематит) у Азербејџану спадају у четири генеричке класе: магматска сегрегација, скарн-магнетит (контактно-метасоматска), хидротермална-метасоматска и седиментна.

## Неметални минерални ресурси
Неметални минерални ресурси играју значајну улогу у укупном билансу сировинских ресурса Азербејџана. У ту групу сировина спадају халит, гипс, анхидрит, алум, бентонит, грађевински материјали, пирит, борат, драго камење (драги и полудраги камен), доломит, исландски шпарт и др.

## Подземне воде
Подземне воде се сматрају једним од најважнијих природних ресурса Азербејџана. Због разлика у хемијском саставу, сврставају се у неколико врста, као што су сервисне воде, воде за пиће, медицинске воде и воде које се користе у разним индустријским секторима.

## Блатни вулкани
Процењује се да се 300 од око 700 блатних вулкана на планети налази у источном Азербејџану и Каспијском језеру.
Вулкани блата су распрострањени у Азербејџану. На локалном језику, блатни вулкани су такође познати као "пилпила", "ијанардаг", "боздаг", "ахтарма", "гајнарја" итд. У Азербејџану постоји преко 220 блатних вулкана ( Апшеронско полуострво, Гобустан, југоисточна ширванска равница, Самур - равничарски терен Сабран, и Абшерон и Баку архипелаг. Највећи су Галмас, Торагај, Велики Канизадаг итд. Већина њих има конусни облик. Њихова висина варира у распону од 20 до 400 метара, док пречник основе може варирати од 100 до 4500 метара.
Године 2001. један блатни вулкан 15 километара од Бакуа доспео је на насловнице света када је изненада почео да избацује пламен висок 15 метара.

## Сеизмичност
Прву сеизмичку станицу у Азербејџану основао је Е. Нобел убрзо после 1902. године у Бакуу. Након тога су постављене сеизмичке станице у различитим областима у Азербејџану (Балахани, Зурнабд, Шамахи, Ганџа, Нахчиван, Ланкаран, острво Чилов и Мингечевир).
Азербејџан је од давнина доживео разорне земљотресе. Први извештаји о „укупном разорном догађају који је уништио све градове и села“ датирају из 427. и 1139. Азербејџан је доживео разорни земљотрес јачине IX. Град Ганџа је потпуно и грубо уништен где има пријављених жртви. Гојголско језеро је настало као резултат тог истог земљотреса.
У 19. веку нове ере, Шамахи је претрпео неколико разорних земљотреса. За неколико њих који су се догодили 1856, 1861, 1872 и 1902, а који се сматрају најјачим и најразорнијим, процењено је да имају интензитет од VII–X.